# طاقة أنابيب كهرمائية
طاقة أنابيب كهرمائية أو (الطاقة الأنابيب المائية) (Conduit hydroelectricity) هي وسيلة لاستخدام الطاقة الميكانيكية من المياه الموجودة في نظام توزيع المياه وذلك من خلال القنوات المصنوعه بشريا لتوليد الكهرباء. بشكل عام، القنوات هي أنابيب المياه الموجودة حاليا مثل مواسير إمدادات المياه العامة. بعض التعاريف تتوسع في التعريف لتشمل القنوات والأنفاق الموجودة، أو القنوات التي تستخدم بشكل أساسي لأغراض توصيل المياه غير توليد الكهرباء.
تاريخيا، كان توليد الكهرباء من خطوط أنابيب المياه نادرا لأن الماء كان قد تم ضخه من قبل محركات أخرى في النظام قبل أن يتم إدخاله في التوربينات المائية لتوليد الكهرباء. الطاقة المتولدة من التوربينات كان سيتم إستخدامها لتعويض الطاقة المستخدمة في الضخ، مما يلغي الفائدة من توليد الطاقة. ومع ذلك، تجدد الاهتمام بتطبيق هذه الطريقة لاستعادة الطاقة عندما يكون هناك حاجة لخفض الضغط في نظام تزويد المياه واللذي عادة مايتم من خلال صمامات تخفيض الضغط. وبذلك يمكن توليد طاقة أنابيب كهرمائية في هذه الحالة عن طريق استبدال صمامات تخفيض الضغط بتوربينات صغيرة ومولدات كهربائية.

## روابط خارجية
- توربينات داخل المواسير لإنتاج الطاقة الخضراء (إنجليزي)
- استعادة الطاقة المتجددة من خطوط المياه (إنجليزي)